# Soma (mythologie)
Pour les articles homonymes, voir Soma.
Pour un article plus général, voir Védisme.

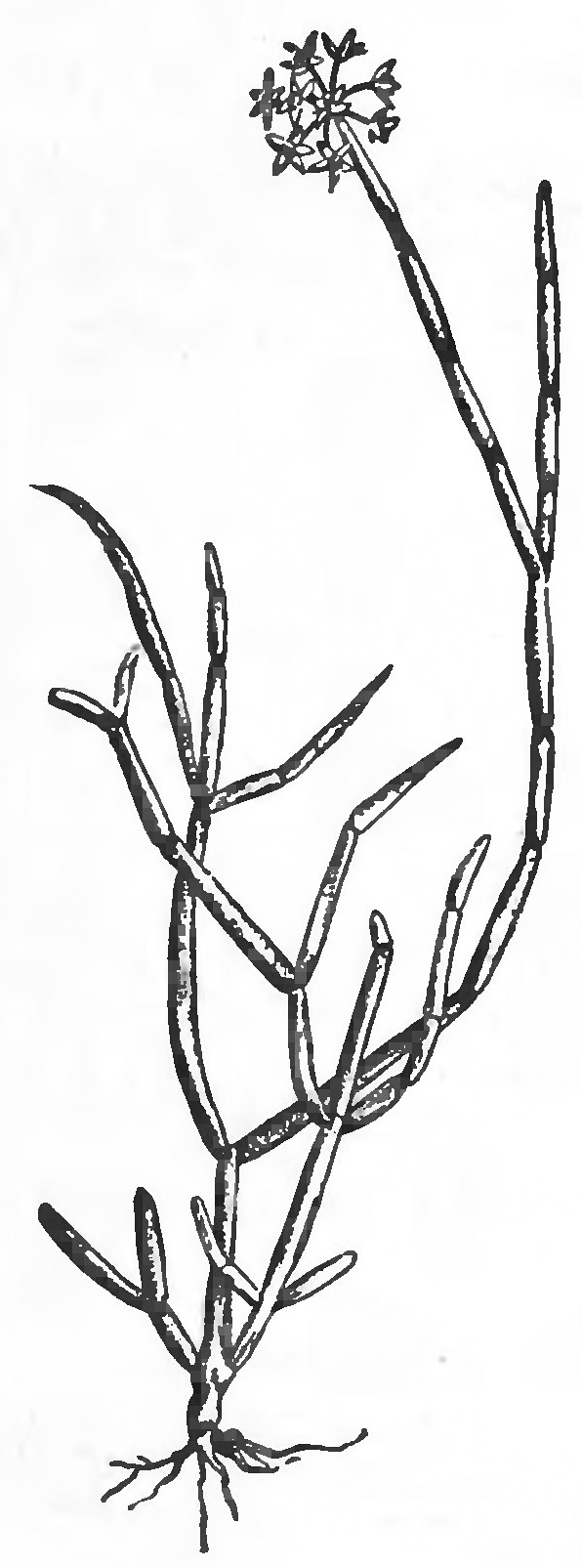
La plante soma.

Soma est un mot sanskrit (सोम) qui désigne dans le védisme une plante et un breuvage rituel. Ce mot est construit sur la racine SU- qui signifie « presser, pressurer, écraser pour extraire un suc », et le suffixe -ma par lequel se construisent des noms d'action. À son origine le soma a été placé « sur la montagne » par Varuna, ordonnanceur de la Terre, et consommé par Indra, pour faire de lui le roi des dieux (dans le panthéon hindou) et lui permettre de vaincre Vritra, un dragon retenant les Eaux, empêchant ainsi de poursuivre la création du monde. Il était censé donner l'immortalité aux dieux du panthéon hindou. Cette boisson est passée dans la culture humaine à travers ses prêtres. Ainsi, le soma est devenu le « pressurage » par lequel, dans le rituel védique, les brahmanes officiants extrayaient le suc des racines d'une plante spécifique. Dans ce pressurage, dans ce soma, se manifestent les puissances qui agissent afin que la lignée des vivants connaisse l'immortalité (amrta). Soma est devenu l'amrita boisson proche de l'ambroisie de la mythologie grecque et qui se retrouve même dans le sikhisme.
Le mot soma peut ainsi désigner une plante, ses racines, le suc rituellement extrait de ces racines, la libation offerte et aussi la lune.

## Le soma dans les Védas
Cent-vingt bénédictions (sûktas) de la Rigveda-samhita mentionnent le Soma. La puissance Soma n'est pourtant directement invoquée que dans les sûktas prononcées au cours des rites de purification du suc sacré en lequel se manifeste cette puissance vitalisante très importante dans le paradigme védique. Les relations entre cette boisson et les dieux Indra, et Agni sont remarquables.
Toutes les puissances vitales du monde descendent des hauteurs du ciel, portées par un oiseau qui les déposent, au sommet de hautes montagnes, dans une plante aux vertus tonifiantes. Ainsi, à son origine, le soma vient d'une plante céleste. Aigle ou faucon pour son transport, qu'importe, car ce qui peut paraître mythologique au premier regard n'est que l'expression imagée de la valeur de la Vie, supérieure (car elle se pose au sommet de hauts monts), voire suprême (car descendue des hauteurs du ciel). Le lieu du sacrifice védique est en tout cas le véhicule (vahana) des puissances vitalisantes, et non quelque aigle ou faucon mythologique.
Le Soma en Inde comme l'Haoma dans l’Avesta sont à la fois plante et sève, sacrifice et sacrificateur divin. Dans le rôle du sacrificateur, les deux dieux sont également situés dans le ciel : « Dans le giron de ces corps célestes se trouve Soma » précise le Rigveda.

## Le dieu Soma et la Lune
La personnification du breuvage est le dieu Soma. Il est l'ami et le protecteur des autres dieux. Il excite le courage, incite à l'ivresse. Il est souvent appelé le Roi Soma. Il n'a toutefois quasiment pas de mythes qui lui soient propres. Dès les textes post-rig-védiques, il est identifié à la lune, notamment dans le récit « la punition du roi Soma » qui illustre les différentes phases de la lune. Mesurant les principaux cycles temporels, il représente le modèle cosmique de la vérité (ŗtám). 
Soma est l'époux de Sūryā, la fille du Soleil.
Soma, dans l'hindouisme moderne est le dieu de la lune. C'est une divinité vitale car elle donne vie aux végétaux et provoque la croissance des plantes.

## La plante

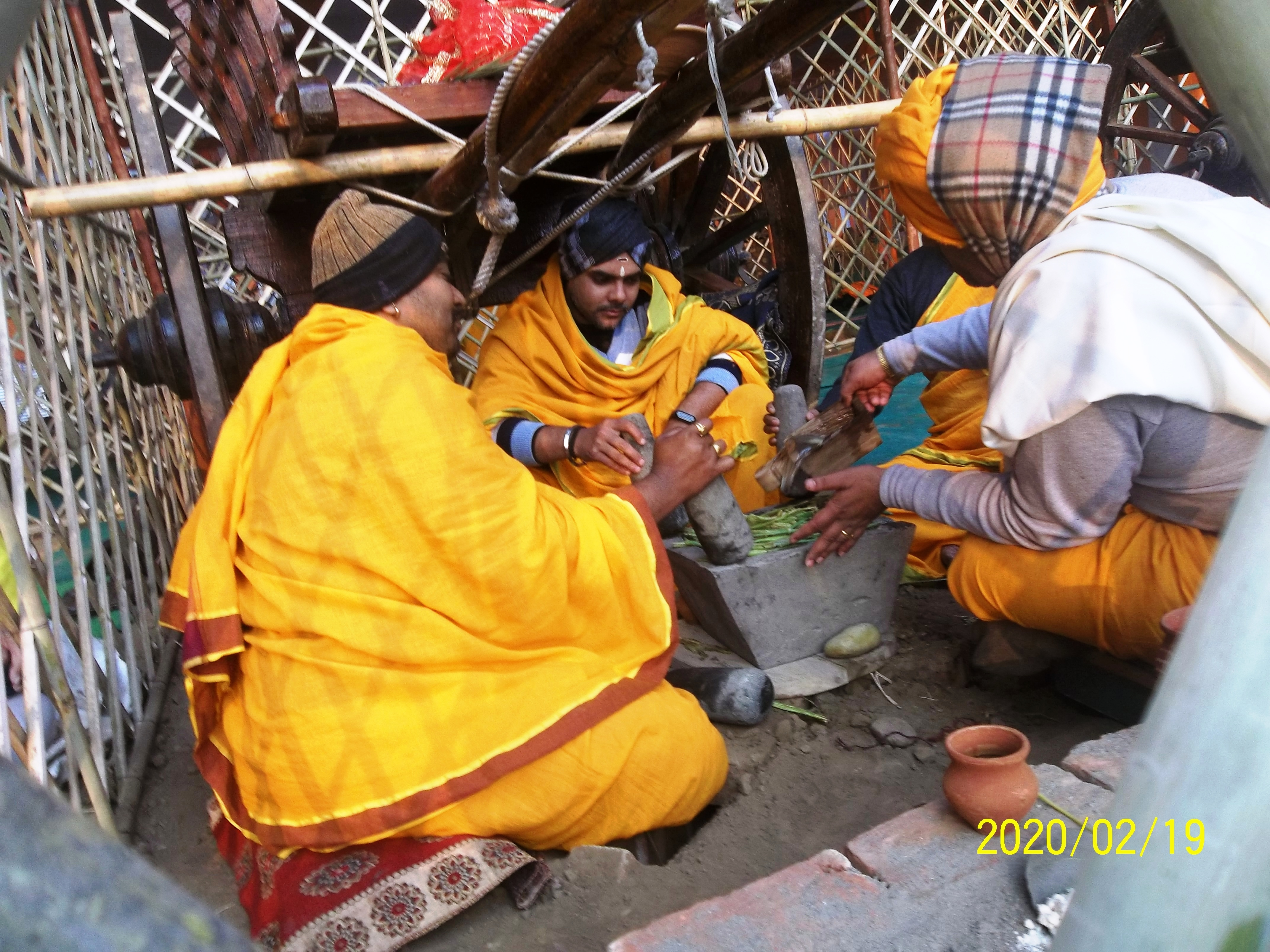
Extraction de soma à partir de brindilles de soma à Somayaga, en 2020.

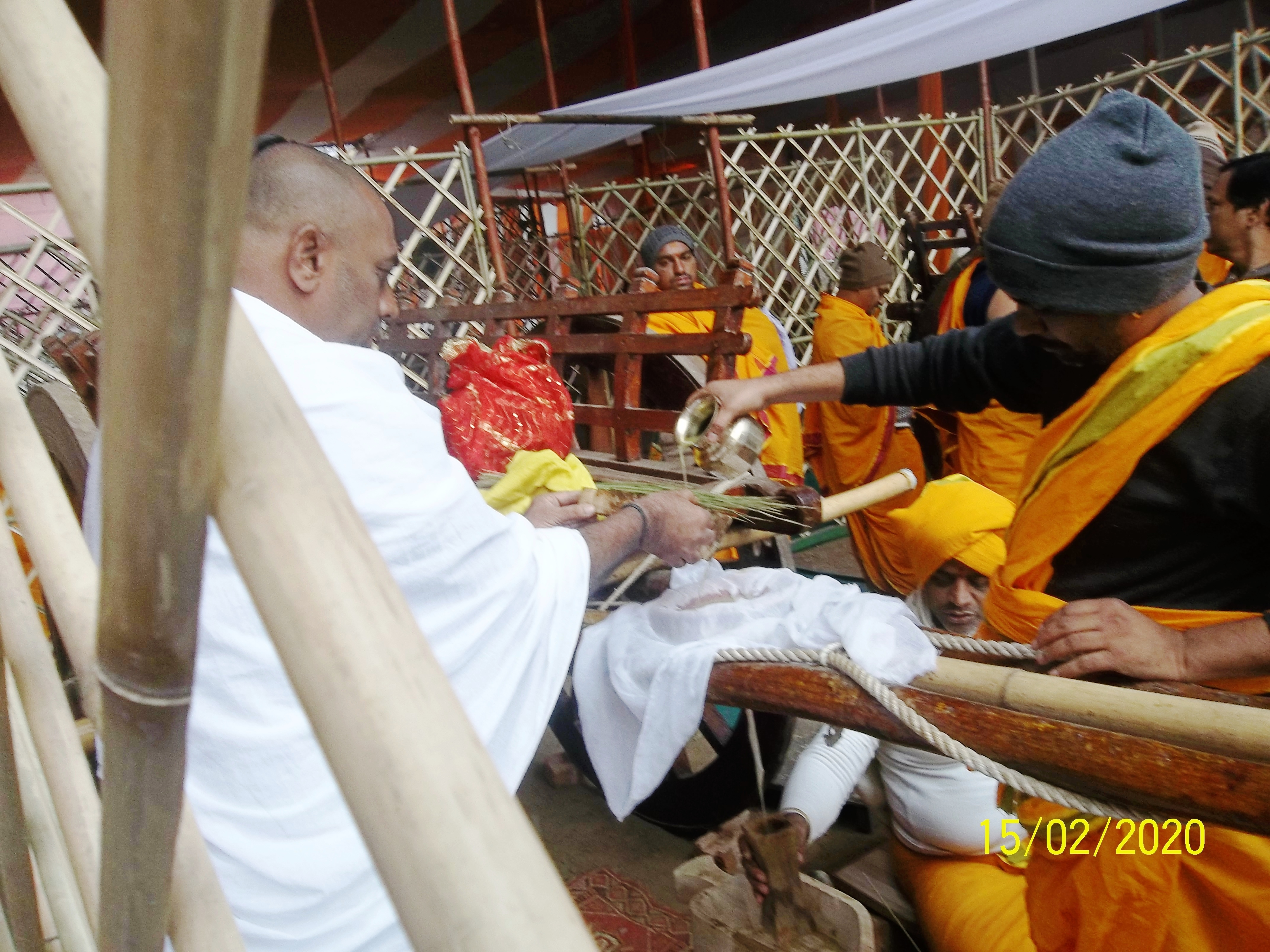
Filtrage du jus de soma à travers un tissu spécial appelé Dashapavitra, en 2020.

Le brahmanisme est le lent passage du védisme à l'hindouisme, au cours duquel la plante originelle fut remplacée par des herbes, des plantes grimpantes ou même des fleurs. Férus de botanique, quelques érudits européens se sont efforcés d'identifier cette plante originelle aux vertus hallucinogènes, l'hypothèse la plus récente indique le champignon tue-mouches ou fausse oronge, Amanita muscaria,. Mais dans les 120 hymnes au soma il n'est jamais question d'additifs ni de champignon. Une autre hypothèse serait une variété d'Ephedra (John Brough Université de Cambridge, 1971). 
Cependant, une tapisserie trouvée en Mongolie en 2009 par Natalia Polosmak  de l'Institut d'Archéologie et d'Ethnographie SB RAS, datant de la Civilisation de l'Indus et tissée dans les cités de l'Indus, apporte un éclairage nouveau. Elle représente deux prêtres Zoroastriens vénérant un champignon qui semble être un psilocybe. Les chercheurs russes en ont déduit que ce champignon hallucinogène était utilisé dans la préparation du Soma qui était bu dans les deux civilisations, védique et iranienne. Ils en ont déduit que la religion de la civilisation de l'Indus était celle du Rig Veda. Ceci expliquerait l'absence de temple et de palais qui n'existaient pas dans la religion védique. 
La plante, son foulage rituel et son suc rituellement pressé (sens littéral du mot soma) et filtré, la libation de ce suc aux devas et sa boisson par tous les brahmanes officiants réunis, sont les formes diverses et complémentaires qui manifestent au cœur du monde védique une puissance vitalisante qui brille par son évocation[réf. nécessaire].

## Parallèle avestique
Il existe dans la langue de l'Avesta c'est-à-dire de la Perse antique un mot apparenté étymologiquement au sanscrit soma : c'est haoma (en pehlevi hōm). Il désigne aussi le « pressurage » d'une plante pour un être divin (yazata).
Dans le Hōm-Yašt, Haoma apparaît avec « une ceinture ornée d’étoiles sur les sommets des montagnes » et reçoit une étrange offrande : « Ahura Mazda, le juste père, m’a accordé, à moi, Haoma, une part, les deux mâchoires avec la langue et l’œil gauche. » Selon Michael Janda, cette spécification perd son caractère énigmatique lorsqu’on la cherche dans le ciel : il s’agit de la tête de la constellation du Taureau. Plus précisément, la mâchoire céleste bien connue, qui est le contour en V des Hyades. À l’intérieur se trouve un œil gauche, qui est la lucida du Taureau céleste, Alpha Tauri, Aldébaran.